# Archichlora petroselina
Archichlora petroselina là một loài bướm đêm trong họ Geometridae.